# Maria Pacini Fazzi
Maria Pacini Fazzi (Lucca, 20 agosto 1930 – Lucca, 13 aprile 2024) è stata un'editrice italiana, la prima donna ad aver fondato una casa editrice a suo nome.

## Biografia
Nata da una famiglia di commercianti lucchesi, frequentò il liceo classico Machiavelli di Lucca. Sposò il 20 aprile 1952 Arnaldo Fazzi (1928-2007) e dal matrimonio nacquero 5 figli, Paola, Margherita, Gemma, Pietro e Francesca. Con il marito, tipografo, grafico e appassionato fotografo, condivise la passione per i libri e per la tipografia. La tipografia produsse, tra l'altro, una serie di preziose edizioni in facsimile di importanti esempi di tipografia italiana del '400. Nel 1966, a 36 anni, il suo impegno si intensificò fondando a suo nome la casa editrice Maria Pacini Fazzi editore. Dal 1986 la affiancò nell'attività la figlia Francesca occupandosi inizialmente di redazione, ideazione, promozione e assumendo poi il ruolo di amministratrice.
Seguì l'attività della casa editrice fino alla morte avvenuta il 13 aprile 2024 all'età di 94 anni nella sua casa di Lucca.

## Attività editoriale
La sua attività editoriale iniziò con una impronta prevalentemente letteraria; il primo volume, edito il 6 gennaio 1966, raccolse le poesie di Italo Pizzi, Il Viandante, con illustrazioni dell'emergente pittore Antonio Possenti. Seguirono le pubblicazioni collegantesi alla filiera culturale del Premio Viareggio fondato da Leonida Repaci. Uscirono infatti in questi anni il Taccuino segreto dello stesso Repaci, Viaggio in Israele dell'emergente Mario La Cava, romanzi e racconti di Leone Sbrana e opere teatrali di Rosso di San Secondo. Contemporaneamente, negli anni tra 1966 e il 1970, grazie ad un'intesa con il Ministero della cultura belga, uscirono in prima edizione italiana le traduzioni di autori belgi di lingua francese fra i quali La Rosa Amara di Marianne Pierson-Piérad con traduzione della stessa Pacini Fazzi.
Con gli inizi degli anni '70 nacque e in seguitò si sviluppò una linea editoriale dedicata alla valorizzazione del territorio, in controtendenza rispetto al clima culturale dell'epoca; tale filone fu poi una caratteristica prevalente dell'attività della casa editrice.
Dalle ristampe anastatiche commentate e introdotte da studiosi del settore di rilevanti volumi di fine Ottocento - primo Novecento (Il Vocabolario lucchese; Esecuzioni capitali a Lucca nel secolo XIX) di Cesare Sardi, si giunse alla fondamentale collaborazione con la storica dell'arte Isa Belli Barsali, siglata da una profonda amicizia e stima personale, che portò alla pubblicazione di volumi costituenti i caposaldi della letteratura storico-artistica sulla città di Luccaː Ville e committenti dello Stato di Lucca, I Palazzi dei mercanti nella libera Lucca del '500, Il Palazzo Pubblico di Lucca.
La casa editrice divenne così il punto di riferimento culturale della città di Lucca. Proprio in virtù di questa centralità, nel 1986, in occasione dell'organizzazione a Lucca del Prix Italia, la Edizioni Radio Italiana (ERI) affidò alla curatela di Pacini Fazzi il volume, edito in quell'occasione, dal titolo Lucchesia.
Il Catalogo dei libri in commercio giunse a contare, alla sua morte, oltre 400 titoli fra i 3000 pubblicati negli anni, tra cui molte collane (ad esempio “Italiane”, la collana di biografie di donne illustri in diversi campi, ed inoltre riviste, traduzioni, cataloghi, e-books. Una fortunata collana fu quella della serie gastronomica I Mangiari, piccoli libri della grande cucina italiana, nata nel 1986 con largo anticipo rispetto alla produzione editoriale italiana di culinaria; attraverso di essa venne ricomposta, nel puzzle di quasi 100 volumetti, la grande tradizione della cucina d'Italia.

## Archivio fotografico lucchese del Comune di Lucca
L'archivio fotografico nacque negli anni '80 del Novecento grazie all'intervento del Comune di Lucca che acquisì i fondi fotografici di Ettore Cortopassi. Il fotografo Pietro Lazzarini, insieme ad Arnaldo Fazzi, iniziò l'opera di ordinamento e catalogazione del materiale fotografico contenente oltre 220.000 immagini, diretto successivamente dallo stesso Fazzi fino alla sua morte avvenuta nel 2007. Il Comune di Lucca ne affidò allora la direzione alla moglie Maria Pacini, che diede anche vita alla Associazione “Amici dell'Archivio fotografico lucchese” per sostenere e valorizzare, attraverso mostre e pubblicazioni a tema, questo grande patrimonio fotografico di proprietà del Comune di Lucca. Fu presidente di questa associazione fino al 2021, quando fu sostituita dal figlio Pietro.
Il 5 maggio 2011 l'archivio venne intitolato dal sindaco Mauro Favilla ad Arnaldo Fazzi.

## Collaborazioni con Università ed altre istituzioni
Fu molto ampia anche la collaborazione con enti e istituzioni toscane con la pubblicazione di cataloghi di mostre e repertori.
Con la Soprintendenza di Lucca, Pisa e Massa Carrara collaborò con l'edizione di volumi e cataloghi fra i quali La pittura a Lucca nel primo Seicento.
Per l'Accademia Lucchese di Lettere, Scienze ed Arti pubblicò il catalogo dell'importante collezione di monete della Zecca di Lucca, Monete Medaglie Sigilli.
Pubblicò la serie di volumi Lucensis Ecclesiae Monumenta (a seculo VIII annum MCCLX), Lucca 2006-2009 per l'Archivio arcivescovile di Lucca che venne inserito nel programma Memoria del mondo dell'UNESCO per la rilevanza del suo fondo di pergamene altomedievali.

## Nel Soroptimist
Fu socia del Club Lucca del Soroptimist International dal 1º ottobre 1978, fino alla sua morte. Femminista convinta, partecipò in maniera attiva alla vita del Club; promosse, sotto la direzione di Nadia Verdile, la collana “Italiane”, donne che ebbero un grande impatto nella storia. Tra le biografie edite vi furono quelle dedicate alle soroptimiste lucchesi Edda Bresciani e Maria Eletta Martini, quest'ultima curata da Rosa Russo Jervolino 
Fu Presidente del Soroptimist International Club Lucca nel biennio 1988-1990. In tale biennio organizzò, tra i molti eventi, un convegno sul tema “Per una lettura della prima età” affrontando temi come la problematica dei minori in Italia e quella dei bambini ed il piccolo schermo.

## Mostre
- Eugenio Ghilardi. Cento anni cento immagini, Fondazione Banca del Monte di Lucca, dicembre 2010.
- Luoghi e volti della Lucca di fine millennio, Palazzo Guinigi, ottobre 2011.
- Leggere Il Ritratto, Lucca Villa Bottini, dicembre 2012.
- Lucca si racconta: I mestieri dimenticati; Il Mercato del Carmine, Lucca, Mercato del Carmine, settembre 2014.
- Borgo Giannotti, origine e sviluppo, Lucca Piazza della Croce, maggio 2016.
- Automobilismo a Lucca, Lucca Mercato del Carmine, dicembre 2018.

## Onorificenze
- 1999ː Insignita del Premio Speciale della Giuria del Premio Nazionale di letteratura e Giornalismo Alghero Donna.[20]
- 1997: Nomina di Commendatore della Repubblica.[21]
- 1996: La Provincia di Lucca, in occasione dell'edizione del volume Terre di Lucchesia (foto di Max Nobile, testi di Lalla Romano), la insignisce del “Premio per il territorio”.
- 1989: Premio cultura della Presidenza del Consiglio dei Ministri Giulio Andreotti.

## Riconoscimenti
- 2016ː la Prefettura di Lucca omaggiò il cinquantesimo anno di fondazione dell'attività di Maria Pacini Fazzi editore con una targa a titolo di: “Riconoscimento per l'impegno a favore della cultura e per l'affermazione del ruolo delle donne nella costruzione della democrazia nel nostro paese in occasione del 70º anniversario dell'elezione dell'Assemblea Costituente".[22]
- 2017ː il vivaio Rhododendron di San Ginese di Compito le intitolò una nuova varietà di Camelia.[23] (Camellia Japonica Maria Pacini Fazzi), iscritta nell'International Camellia Register.[24]
- Nel 2001 fu chiamata a far parte della prestigiosa Accademia Lucchese di Lettere Scienze ed Arti nella quale occupò il ruolo di Segretaria della Classe di Lettere.[25]
- 2024ː La casa editrice e i figli istituiscono il Premio Maria Pacini Fazzi, destinato ad volumi inediti relativi al territorio dal punto di vista architettonico, paesaggistico e letterario. Presenti nella giuriaː Lina Bolzoni, Franco Cardini, Luigi Ficacci, Stefania Giannini, Marco Lucchesi, Marco Paoli, Fabrizio Papi.[26]